# Међународно првенство Бризбејна 2009.
Међународно првенство Бризбејна 2009. је професионални тениски турнир. Овај турнир се 2009. по први пут играо у Бризбејну, а претходних година био је одржаван у Аделејду. За тенисере, то је турнир из АТП 250 серије, а за тенисерке међународни турнир. Турнир се играо од 4. до 11. јануара 2009. године.
За прве носиоце постављени су српски тенисери Новак Ђоковић и Ана Ивановић. Ђоковића је већ у мечу првог кола поразио Летонац Ернестс Гулбис, а Ивановићеву је у четвртфиналу поразила Францускиња Амели Моресмо. Титуле у појединачној конкуренцији освојили су Радек Штјепанек и Викторија Азаренка, а у конкуренцији парова Марк Жикел и Жо-Вилфред Цонга, и Ана-Лена Гренефелд и Ванја Кинг.

## Турнир

### Дан први: 4. јануар
Други носилац Викторија Азаренка поразила је Катерину Бондаренко са 6-0, 6-2. Трећи носилац, Марион Бартоли, поразила је 528. тенисерку света Монику Вејнерт са 6-1, 6-2. Рускиња Алиса Клејбанова забележила је победу над шестом носитељком Кајом Канепи (6-1, 6-4). Јармила Гајдосова победила је Пенг Шуај, а Цветана Пиронкова Монику Никулеску.
Што се тиче мушке појединачне конкуренције, одиграна су четири меча. Седми носилац Ришар Гаске савладао је Марка Жикела у мечу од три сета (4-6, 6-2, 6-2). Робин Седерлинг, четврти носилац, победио је Сема Кверија са 6-3, 6-3. Тејлор Дент и Жулијен Бенето су такође победили у својим мечевима првог кола, поразивши Стива Дарсија, односно Робија Ђинеприја.
- Поражени носиоци (појединачно): Каја Канепи

### Дан шести: 9. јануар
Одиграна су последња два четвртфинална меча у мушкој појединачној конкуренцији. Радек Штјепанек је, иако је Робин Седерлинг освојио први сет, успео да се поврати и победи шведског тенисера у три сета (2-6, 6-4, 6-3). Његов противник у полуфиналу биће седми носилац, Француз Ришар Гаске. Гаске је је у другом мечу четвртфинала поразио Жоа-Вилфреда Цонгу, такође у три сета (1-6, 6-4, 6-2). Иако је Цонга одсервирао осам ас удараца, а Гаске направио чак четири дупле грешке, Гаске је успео да се поврати и освоји два сета, која су му осигурала место у полуфиналу.
Амели Моресмо је предала свој полуфинални меч Марион Бартоли због повреде, након само четири одиграна гема. Упркос повреди, Моресмо очекује да ће бити спремна за Отворено првенство Аустралије, које почиње две недеље касније. Бартоли ће у финалу играти против Викторије Азаренке, која је у полуфиналу савладала Сару Ерани (6-3, 6-1).
- Поражени носиоци (појединачно): Жо-Вилфред Цонга, Робин Седерлинг, Амели Моресмо

## Финала

### Мушкарци појединачно
- Види Међународно првенство Бризбејна 2009 — мушкарци појединачно.

 Радек Штепанке —  Фернандо Вердаско, 3–6, 6–3, 6–4

### Жене појединачно
- Види Међународно првенство Бризбејна 2009 — жене појединачно.

 Викторија Азаренка —  Марион Бартоли, 6–3, 6–1

### Мушки парови
- Види Међународно првенство Бризбејна 2009 — мушки парови.

 Марк Жикел /  Жо-Вилфред Цонга —  Фернандо Вердаско /  Миша Зверев 6-4, 6-3

### Женски парови
- Види Међународно првенство Бризбејна 2009 — женски парови.

 Ана-Лена Гренефелд /  Ванја Кинг —
 Клаудија Јанс /  Алицја Росолска, 3–6, 7–5, 10–5